# Valeria Di Napoli
Valeria Di Napoli, est née en 1981 à Foggia, capitale des Pouilles. Sous le pseudonyme de Pulsatilla (en hommage à la plante qu'un homéopathe lui prescrit contre ses accès de méchanceté), elle raconte sa vie sur un blog qui remporte un succès fulgurant. Remarquée par un éditeur, elle publie son « bioroman » en 2006 qui devient un best-seller en Italie: La cellulite, c'est comme la mafia, ça n'existe pas (titre italien : La Ballata delle Prugne Secche).
En 2010, elle écrit le scénario du film Garçons contre filles.

## Livres
- (it) La Ballata delle Prugne Secche, "Castelvecchi Editore", 2006,  (ISBN 88-7615-128-1) [4] ;
- (it) Giulietta Squeenz, "Bompiani", 2008,  (ISBN 8845260372) ;
- (it) Quest'anno ti ha detto male. Lettere a Babbo Natale cestinate da lui medesimo e casualmente ritrovate, "Bompiani", 2008,  (ISBN 9788845262395)) ;
- La cellulite, c'est comme la mafia, ça n'existe pas, "Pocket", 2009,  (ISBN 226618928X).

## Filmographie

### Scénariste
- 2010 : Garçons contre filles (Maschi contro femmine)
- 2011 : Femmine contro maschi
- 2012 : 10 regole per fare innamorare